# Болдара (Венеција)
Болдара (итал. Boldara) је насеље у Италији у округу Венеција, региону Венето.
Према процени из 2011. у насељу је живело 107 становника. Насеље се налази на надморској висини од 9 м.